# Martin Zurawsky
Martin Zurawsky (* 12. August 1990 in Lauchhammer) ist ein deutscher Fußballspieler.

## Karriere
Martin Zurawsky wurde im brandenburgischen Lauchhammer geboren und spielte in seiner Heimat bis zur A-Jugend in seiner Heimatstadt beim VfB Senftenberg, wo auch Alexander Bittroff das Fußball-ABC erlernte, und anschließend beim SV Askania Schipkau. Mit 17 Jahren spielte er dort zwar erfolgreich, aber nur fünf Monate in der 1. Männermannschaft in der Kreisliga und in der brandenburgischen Landesauswahl. Mit knapp 18 Jahren verließ er wegen der beruflichen Perspektiven den Osten und ging nach Bayern. Dort begann er eine Ausbildung zum Kfz-Mechatroniker und schloss sich dem SSV Jahn Regensburg an.
Er spielte zwei Jahre lang mit der U19 des Vereins in der A-Jugend-Bundesliga. Danach wechselte der Spezialist für die linke Mittelfeldseite in die U23 in der Landesliga, wo er als Stammspieler mit der Mannschaft Vizemeister wurde. Er wurde aber auch in den Kader der Profimannschaft in der 3. Liga aufgenommen. Dort kam er am 7. Spieltag der Saison 2010/11 zu seinem ersten Kurzeinsatz als Einwechselspieler. Ein weiterer Kurzeinsatz folgte gegen Ende der Hinrunde. Im Jahr darauf wurde er schon häufiger berücksichtigt und am 6. Spieltag stand er erstmals in der Startaufstellung der ersten Mannschaft.
Anfang August 2012 wechselte Zurawsky zum Regionalligisten VfB Auerbach. Nach anderthalb Jahren im Vogtland wurde sein Vertrag in der Winterpause 2013/14 aufgelöst und Zurawsky schloss sich dem Berliner Oberligisten BFC Dynamo an.
Unter Trainer Thomas Stratos avancierte Zurawsky in der Rückrunde der Regionalligasaison 2014/15 zum Stammspieler und traf unter anderem in den Punktspielen beim 1. FC Magdeburg, im „kleinen Derby“ gegen die U23 des 1. FC Union Berlin sowie im Pokalfinale gegen Tasmania Berlin.
Zur Rückrunde der Saison 2015/16 wechselte Zurawsky zum Berliner Regionalligisten FC Viktoria 1889 Berlin. Im Sommer verließ er den Verein wieder und schloss sich dem Regionalliga-Aufsteiger FSV Union Fürstenwalde an. Für den FSV Union spielte er drei Jahre lang in der Regionalliga. Zur Saison 2019/20 wechselte Zurawsky zum Oberligisten VfB Krieschow.